# Bryum minii
Bryum minii là một loài rêu trong họ Bryaceae. Loài này được Podp. mô tả khoa học đầu tiên năm 1939.